# تپه کلاوه
تپه کلاوه در شهرستان سرپل ذهاب، بخش مرکزی، دهستان قلعه شاهین، روستای کلاوه واقع شده و این اثر در تاریخ ۲۷ اسفند ۱۳۸۷ با شمارهٔ ثبت ۲۶۴۵۲ به‌عنوان یکی از آثار ملی ایران به ثبت رسیده است.